# Profitmotívum
A profitmotívum közgazdasági fogalma a gazdaság szereplőinek a nyereségük, profitjuk maximalizálására irányuló törekvését jelenti.
A profitért folytatott küzdelem a tőkés gazdaság fejlődésének legfőbb mozgatórugója. A profit különböző jövedelmi formákra hasad szét, mint a vállalkozói nyereség, osztalék, kamat és mások.
A főáramlati mikroökonómiai elméletek szerint az üzleti tevékenység fő célja a „pénzcsinálás”, természetesen nem a készpénzkészlet növelése céljából, hanem az egész üzlet nettó értékének növelése értelmében.

## Közgazdasági szerepe
Elméletileg, amikor egy gazdaságban szabad a verseny, nincsenek piactorzító tényezők, mint például a monopólium, a profitmotívum biztosítja az erőforrások, termelési tényezők hatékony felhasználását. Henry Hazlitt osztrák közgazdász megfogalmazása szerint ha egy árucikket nem lehet nyereségesen termelni, ez annak a jele, hogy az ennek az árunak az előállítása érdekében végzett munkát rossz célra fordították. Más szavakkal a profit jelzi a vállalatok számára, hogy mely cikkeket érdemes termelni. Amennyiben a szabadversenyes gazdaságban egy vállalkozás profitot termel, akkor a forrásait jó célra fordította. A profitmotívum generálja a a hatékonyságot és az innovációt.
A szabadpiaci verseny a profitok csökkentése irányában hat, ami ellene hat az egyes cégek profitmaximalizálási törekvéseinek, de társadalmi szinten elméletileg optimalizál.
Milton Friedman rámutatott arra, hogy a kapzsiság és az önérdek követése általános emberi tulajdonságok. Kijelentette: A világot az működteti, hogy az egyes emberek a saját egyéni céljaikat, önös érdekeiket követik. A tőkés országokban, ahol az embereknek szabad lehetőségük nyílt érdekeik követésére, ők ki tudtak szabadulni a szegénységből.
A modern tőkés gazdaságban a szabad verseny folyamatos nyomás alatt áll a nagyvállalatok koncentrációja, összeolvadása és egyéb versenykorlátozó tényezők miatt. A tőkekoncentráció hajtóereje is a profitmotívum, mivel így a nagyvállalatok kiugró mértékben tudják növelni profitjukat, azonban a verseny korlátozása miatt ez a folyamat az egész gazdaság hatékonysága szempontjából hátrányos.

## Kritikák
A profitmotívumot érintő kritikák egy része a kapzsiságot, a „normális” emberi szükségleteken felüli vagyongyűjtést bírálja a profit kapcsán. Mások arra mutatnak rá, hogy a profitért folytatott hajsza nem veszi figyelembe az emberiség olyan általános érdekeit, mint a környezetvédelem, vagy helytelenítik azt, hogy az egészségügy is profitorientált.

## Fordítás
Ez a szócikk részben vagy egészben  a   Profit motive című angol Wikipédia-szócikk ezen változatának fordításán alapul.  Az eredeti cikk szerkesztőit annak laptörténete sorolja fel. Ez a jelzés csupán a megfogalmazás eredetét és a szerzői jogokat jelzi, nem szolgál a cikkben szereplő információk forrásmegjelöléseként.

## Forrás
- ↑ Közgazdasági kislex: Földes István (főszerk): Közgazdasági kislexikon. Budapest: Kossuth. 1968.